# Mormyrops oudoti
Mormyrops oudoti är en fiskart som beskrevs av Daget, 1954. Mormyrops oudoti ingår i släktet Mormyrops och familjen Mormyridae. IUCN kategoriserar arten globalt som otillräckligt studerad. Inga underarter finns listade i Catalogue of Life.